# Tongméné
Tongméné est une localité située dans le département de Tangaye de la province du Yatenga dans la région Nord au Burkina Faso.

## Géographie
Localité constituée de plusieurs centres d'habitation dispersés, Tongméné se trouve à 6 km au sud-est de Doma, à environ 15 km à l'ouest du centre de Tangaye, le chef-lieu du département, et à 30 km à l'ouest de Ouahigouya.

## Santé et éducation
Le centre de soins le plus proche de Tongméné est le centre de santé et de promotion sociale (CSPS) de Douma tandis que le centre hospitalier régional (CHR) se trouve à Ouahigouya.